# Tõrva
Tõrva (tyska: Törwa) är en mindre stad i Valgamaa i södra Estland. Staden är centralort i Tõrva kommun. Tõrva hade 2 701 invånare vid folkräkningen år 2021, på en yta av 4,78 km².